# Diglal
Diglal és el títol dels sobirans hereditaris dels Banu Amir a la regió d'Agordat a Eritrea (i part al Sudan). Probablement és un títol d'origen funj i s'hauria originat entre els segles xvi i xvii quan els Banu Amir foren tributaris dels fujn de Sennar.
La seva insígnia és un tricorni de vellut vermell de forma única. A la meitat del segle XX el diglal exercia com a sobirà de 60000 Banu Amir a Eritrea i la meitat d'aquest nombre a Sudan, nòmades d'origen hamita amb elements sudanesos, etíops i nilòtics, parlant dialectes bedja o tigré. La seva residència és Dagga (que vol dir «camp») i el clan dels diglals, també anomenat Dagga, el formen la família reial, els seus servidors, els que foren els seus esclaus i els seus afiliats o clients.